# PFK Szocsi
PFK Szocsi (oroszul: Профессиональный футбольный клуб Сочи), magyar átírásban: Professzionalnij futbolnij klub Szocsi) egy orosz labdarúgócsapat Szocsi városában, Oroszországban, jelenleg az orosz élvonalban szerepel.

## Történelem
2018. június 6-án alapították meg a klubot a Gyinamo Szankt-Petyerburg Szocsiba való áthelyezésével. 2019. május 11-én a másodosztályban ezüstérmesek lettek, így a rájátszást megnyerték, így feljutottak az élvonalba.

## Játékosok

### Jelenlegi keret
2021. február 21-i állapot szerint.
| #  |     | Poszt | Név                                                 |
| -- | --- | ----- | --------------------------------------------------- |
| 1  | RUS | K     | Gyenyisz Adamov                                     |
| 3  | RUS | V     | Elmir Nabiullin                                     |
| 6  | RUS | KP    | Artur Juszupov                                      |
| 7  | RUS | KP    | Danyil Prucev                                       |
| 9  | RUS | CS    | Anton Zabolotnij                                    |
| 10 | RUS | CS    | Makszim Barszov                                     |
| 12 | RUS | K     | Nyikolaj Zabolotnij                                 |
| 13 | RUS | V     | Szergej Tyerehov (kölcsönben a Orenburg csapatától) |
| 15 | RUS | KP    | Ibragim Callagov                                    |
| 16 | ECU | KP    | Christian Noboa                                     |
| 17 | CRO | CS    | Marko Dugandžić                                     |
| 18 | RUS | KP    | Nyikita Burmisztrov                                 |
| 22 | RUS | KP    | Joãozinho                                           |

| #  |     | Poszt | Név                                                           |
| -- | --- | ----- | ------------------------------------------------------------- |
| 23 | SVN | V     | Miha Mevlja                                                   |
| 24 | ARG | V     | Emanuel Mammana (kölcsönben a Zenyit csapatától)              |
| 25 | RUS | V     | Ivan Novoszelcev                                              |
| 27 | RUS | V     | Kirill Zaika                                                  |
| 34 | RUS | V     | Tyimofej Margaszov                                            |
| 35 | RUS | K     | Szoszlan Dzsanajev ()                                         |
| 41 | RUS | K     | Szamok Viktorovics                                            |
| 45 | SER | V     | Ivan Miladinović                                              |
| 71 | BUL | KP    | Ivelin Popov                                                  |
| 79 | RUS | CS    | Alekszandr Rudenko (kölcsönben a Szpartak Moszkva csapatától) |
| 87 | RUS | V     | Danyila Prohin (kölcsönben a Zenyit csapatától)               |
| 98 | ARM | KP    | Erik Vardanján                                                |

### Kölcsönben
| # |     | Poszt | Név                                                        |
| - | --- | ----- | ---------------------------------------------------------- |
|   | RUS | V     | Igor Jurganov (a Baltyika csapatánál)                      |
|   | RUS | V     | Pavel Sakuro (a Irtis Omszk csapatánál)                    |
|   | RUS | KP    | Nyikita Koldunov (a Zenyit-2 Szankt-Petyerburg csapatánál) |

| # |     | Poszt | Név                                                   |
| - | --- | ----- | ----------------------------------------------------- |
|   | NGR | KP    | Muhammad Ladan (a Pjunik csapatánál)                  |
|   | RUS | KP    | Anatolij Nyemcsenko (a Olimp-Dolgoprudnij csapatánál) |

### Ismertebb játékosok
| - Szoszlan Dzsanajev - Alekszandr Kokorin - Fjodor Kudrjasov - Jevgenyij Makejev - Andrej Mosztovoj | - Elmir Nabiullin - Ivan Novoszelcev - Dmitrij Poloz - Artur Juszupov - Anton Zabolotnij | - Alekszandr Karapetján - Erik Vardanján - Dušan Lagator - Miha Mevlja - Christian Noboa | - Adil Rami - Ivelin Popov - Giannelli Imbula - Emanuel Mammana |

## Vezetőedzők
- Alekszandr Tocsilin (2018–2019)
- Roman Berezovszkij (megbízott) (2018–2019)
- Vlagyimir Fedotov (2018–)

## Sikerek
- Football National League
  - Ezüstérem: 2018–19

## Külső hivatkozások
- Hivatalos weboldal